# Tihomir Petrović (kompozitor)
Tihomir – Tića Petrović (Beograd, 22. oktobar 1935. — 3. decembar 2004) bio je srpski i jugoslovenski vokalni solista, kompozitor, autor muzičkih emisija i džez muzičar. Bio je člana Udruženja estradnih umetnika, Udruženja džez i zabavne muzike kao i Saveza kompozitora.
Dobitnik je mnogobrojnih domaćih i internacionalnih priznanja i nagrada.
Године 1969, godine dobio je status priznatog umetnika, a 1976. dobija status istaknutog umetnika.

## Muzička karijera
U Beogradu je završio osnovnu školu a potom i gimnaziju. Veoma rano počinje da se bavi muzikom, kao dete svira violinu i harmoniku, a pevanjem počinje da se bavi u gimnazijskim danima na školskim igrankama.
Profesionalnom muzičkom delatnošću počinje da se bavi 1954. godine kao student engleskog jezika i književnosti, a 1956. postaje stalni član hora Radio Beograda. Od 1961. biva angažovan kao prvak operete u Savremenom pozorištu.
Snima ploče, komponuje, nastupa u mnogim radio i televizijskim emisijama. Od 1959. učestvuje na brojnim muzičkim festivalima širom Jugoslavije. Nastupa u Beogradu, Opatiji, Zagrebu, Sarajevu, Skoplju. Sa velikim uspehom gostuje u mnogim zemljama Evrope.
Tokom karijere pevača zabavne muzike, ostvaruje i uloge u nekoliko beogradskih pozorišta gde je odigrao desetak zapaženih premijera.

## Radio i televizijske emisije
Osamdesetih godina ostvaruje se u sasvim drugom žanru kao autor i muzički urednik radio emisija na II programu Radio Beograda. 1986. kreira, uređuje i vodi emisiju «Sve bilo je muzika», koja se pojavljuje u prelomnim trenucima odumiranja zabavne muzike. Ova evergrin emisija je punih petnaest godina, kao najslušanija, bila zaštitni znak II programa Radio Beograda.
Devedesetih godina emisija dobija i novo, televizijsko izdanje, u formi živog izvođenja sa solistima i orkestrom.
1994. godine Tihomir Petrović uređuje i vodi emisiju »Džez: vruće-hladno» koja ostvaruje veliku slušanost.
Te iste godine povodom 40 godina umetničkog rada priređuje solistički koncert na Kolarčevom narodnom univerzitetu.
Године 2000, godine kreira muzičku emisiju evergrin žanra «La Musica Di Notte».
Povodom 50 godina rada Udruženja džez muzičara 2003. godine zabeležio je poslednji izvođački nastup.

## Festivali
Beogradsko proleće:
- Ponekad (alternacija sa Lolom Novaković), '61
- Jedan stari sat (duet sa Senkom Veletanlić - Petrović), '64
- Naš grad, '64
- Voz (alternacija sa Draganom Stojnićem), pobednička pesma, '66
- Ako prođeš mojim gradom, '67
- Kraj igre, '68
- Jedne noći, '71
- Čovek i žena, '72
- Jedna priča, '73
- Sam, '74
- Ponekad (Veče retrospektive - najvećih hitova sa festivala Beogradsko proleće), '88

Vaš šlager sezone, Sarajevo:
- To bješe kraj naše ljubavi, '69
- Fransoaz, '70
- Tulipan, '71

Opatija:
- Priča sata (alternacija sa Dušanom Jakšićem), prva nagrada žirija kritike i druga nagrada stručnog žirija / Već davno (alternacija sa Gabi Novak), treća nagrada / Strepnja, '59
- Na deževen dan (alternacija sa Eldom Viler), prva nagrada stručnog žirija, '67
- Krug (alternacija sa Višnjom Korbar), '68
- Čude se svi, '69

Zagreb:
- Ti si moja obala (alternacija sa Gabi Novak), nagrada stručnog žirija, '60
- Zagonetka (alternacija sa Gabi Novak), '60
- Samo si se tako smijala (alternacija sa Vice Vukovim), '60
- Sretnik, nagrada za interpretaciju, '61
- Dobre oči (alternacija sa Gabi Novak), '61
- Ti si moja obala, '62
- Starimo, '72
- Na putu do tvog srca, '83
- Sjećanje na onaj dan, '84

Festival vojničkih pesama:
- Kad prođe stroj, '70
- Znamo sve valove mora, '71

Akordi Đerdapa:
- Pesma Đerdapu '70
- Ova je reka život moj, '72

Skoplje:
- Za sekoj drug, '74

Svetski festival omladine i studenata, Beč:
- Moja draga Valentina, Obećanja, zlatna medalja, '59

## Spoljašnje veze
- Redakcija za istoriografiju RTS-a